# Батман: Белия рицар
Батман: Белия рицар (на английски: Batman: White Knight) е американски комикс, издаден от Ди Си Комикс. Лимитираната поредица от осем броя, написана и илюстрирана от Шон Мърфи, се издава от октомври 2017 г. до май 2018 г. В поредицата Жокера изглежда е излекуван от лудостта си и се заема да стане политик под истинското си име Джак Нейпиър, който се стреми да промени публичния си имидж на злодей и да спаси Готъм Сити от Батман, когото смята за истинския враг на града.
Книгата има две продължения – Батман: Проклятието на белия рицар (2019–2020) и Batman: Beyond the White Knight (2022–2023).

## Сюжет
Джак Нейпиър, се впуска в мисия да възстанови града, който някога е тероризирал като Жокера. След като се помирява със своя партньор, Харли Куин, той започва внимателно планирана кампания за дискредитиране на единствения човек, когото смята за истинския враг на Готъм Сити – Батман.
Неговият поход разкрива десетилетна история на корупция в полицейското управление на Готъм Сити и превръща Нейпиър в градски съветник и герой на гражданите. Но когато греховете от миналото му се завръщат, за да застрашат всичко, което е постигнал, разликите между спасител и разрушител започват да се разпадат както за Жокера, така и за Батман – и с тях всяка надежда за бъдещето на града.

## Създаване

### Развитие
През юли 2017 г. Ди Си Комикс обявява лимитираната поредица от комикси, озаглавена Батман: Белия рицар, чийто сценарист и илюстратор е Шон Мърфи. По време на интервю по имейл с дигиталното списание Paste Мърфи споделя, че идеята за комикса му е хрумнала на 12-годишна възраст, докато гледа Батман: Анимационният сериал, като с течение на времето добавя подробности и елементи към сюжета.

### Писане
Централната предпоставка за поредицата е размяната на ролите на Батман и Жокера, представяйки Жокера като герой, а Батман като злодей. Целта на Мърфи е да изобрази по-реалистична визия за Готъм Сити, където престъпността не може да бъде спряна с юмрук, а именно методите на Батман. Това кара Мърфи да превърне Жокера в политик, използвайки остроумието и харизмата на героя, за да спечели хората от града. Мърфи коментира: „Виждайки Готъм за първи път с ясни очи, неговата психоза сега е излекувана, той [Жокера] започва да разбира абсурдността и как действията на Батман само допринасят за безкрайния престъпен цикъл в Готъм. Жокера се заема да победи Батман, като се превръща в Белия рицар, от който Готъм наистина се нуждае“.
Ди Си нямат проблеми с идеите, които Мърфи има за поредицата, като промяна на времевата линия в историята на Батман. Съдържанието за възрастни, като голота и ругатни, което Мърфи възнамерява да включи, не е разрешено.

### Дизайн
Относно дизайна на Батмобила, Мърфи обяснява подхода си към външния вид на превозното средство: „Внесох някои специфични неща, като от колите на Формула 1. Исках моят Батмобил да бъде кръстоска между Ферари и HMMWV. Това е много различен Батмобил. Без значение от какви сегменти го създадох, исках да запазя класическите елементи“.

## Прием
Батман: Белия рицар бързо се превръща в един от най-популярните комикси за Батман през последните години, като благодарение на огромния успех е сравняван с най-добрите комикси за героя за всички времена – Батман: Черният рицар се завръща, Батман: Дългият Хелоуин и Batman: Earth One. Дебютира на първо място в списъка с бестселъри на BookScan. 

## В България
Еднотомното издание е издадено в България през 2022 г. от „Артлайн Студиос“ в превод на Здравко Генов.